# Origins (álbum de Imagine Dragons)
Origins é o quarto álbum de estúdio da banda americana de pop rock Imagine Dragons, lançado em 9 de novembro de 2018 pelas gravadoras Kidinakorner, Polydor Records e Interscope Records.
O álbum foi produzido pelos próprios membros da banda, juntamente com Alex da Kid, Mattman & Robin, John Hill, Joel Little, Tim Randolph e Jayson DeZuzio, que produziram a maior parte do trabalho anterior da banda, Evolve (2017), bem como Jorgen Odegard. O vocalista Dan Reynolds descreveu Origins como um "álbum irmão" de Evolve, e que completaria um ciclo de suas canções.
Origins recebeu críticas geralmente mistas dos críticos, mas muitos afirmaram que o álbum é uma melhoria notável em relação a Evolve. O álbum foi precedido por quatro singles: "Natural", "Zero", "Machine" e "Bad Liar". Um single posterior, "Birds", foi lançado em 2019.

## Antecedentes
A capa de Origins, juntamente com várias mercadorias que giravam em torno do álbum, vazaram on-line em 2 de outubro de 2018. No dia seguinte, Imagine Dragons anunciou oficialmente o álbum ao público com um trailer. No trailer, a banda falou sobre o porquê de lançar um novo álbum logo após o álbum anterior, Evolve, além de terminar a Evolve World Tour em setembro de 2018. O vocalista Dan Reynolds afirmou que, embora as bandas normalmente parem por um tempo após a turnê, a banda já havia escrito canções que pareciam certas para produzir e lançar imediatamente, pois estariam em um lugar completamente diferente no futuro. O final da Evolve World Tour concluiu imediatamente o ciclo do álbum Evolve e iniciou o ciclo do álbum Origins.

## Promoção
O grupo anunciou o título de seu quarto álbum de estúdio em 3 de outubro de 2018, através das redes sociais. O álbum foi colocado em pré-venda no mesmo dia. Existem três versões do álbum: uma versão padrão que inclui 12 faixas, uma versão digital deluxe que inclui 15 canções e uma edição deluxe internacional que inclui 16 faixas.
Em 20 de outubro de 2018, a banda revelou a lista de faixas da versão padrão do álbum no Twitter. No dia seguinte, eles revelaram a lista de faixas do álbum deluxe.

## Recepção da crítica
| Críticas profissionais | Críticas profissionais |
| Pontuações agregadas   | Pontuações agregadas   |
| Fonte                  | Avaliação              |
| ---------------------- | ---------------------- |
| Metacritic             | 59/100                 |
| Avaliações da crítica  |                        |
| Fonte                  | Avaliação              |
| AllMusic               | [ 6 ]                  |
| The Daily Campus       | [ 7 ]                  |
| Digital Journal        | A                      |
| The Guardian           | [ 9 ]                  |
| The Heights            | [ 10 ]                 |
| The Independent        | [ 11 ]                 |
| The Irish Times        | [ 12 ]                 |
| Newsday                | [ 13 ]                 |
| NME                    | [ 14 ]                 |
| Pitchfork              | 5.3/10                 |

No Metacritic, Origins tem uma nota média de 59/100 com base em dez avaliações, indicando "críticas mistas ou medianas". O site The Independent fez uma crítica positiva ao álbum, afirmando que "Origins é mais uma prova das capacidades de composição pop de Reynolds e também de sua ambição quando se trata de colocar as mensagens importantes nas paradas. E não há dúvidas de sua sinceridade. É uma qualidade refrescante em um líder da música pop". A Newsday também fez uma crítica positiva ao álbum, dizendo o seguinte: "Não é de admirar que Origins pareça o começo de algo ainda maior para o Imagine Dragons". O Digital Journal deu uma crítica altamente positiva ao álbum, dizendo: "No geral, o novo álbum do Imagine Dragons é altamente eclético. Há algo nele para todos os fãs de música. Dan Reynolds e a banda nunca decepcionam." A The Heights também deu uma crítica positiva ao álbum, afirmando: "Embora o álbum possa parecer bombástico e derivativo para os críticos, a lista eclética de músicas de Origins certamente será um prazer instantâneo para a multidão e impressionará na inevitável turnê em grandes estádios". Outra crítica positiva veio do The Daily Campus, que afirmou que "Imagine Dragons mostrou mais uma vez por que eles são uma das bandas de rock mais populares do mundo com Origins, incluindo uma infinidade de hinos contagiantes do pop rock que farão com que os fãs cantem com seus corações por todo o país".
Uma revisão mais mista veio da AllMusic, que observou que "o grupo se esforça para caber em todos os tipos de playlist imagináveis: rock, pop, eletrônica, soul ou qualquer som popular que possa ser esculpido e modelado por um serviço de streaming" e que "tudo parece vagamente familiar, vagamente conectado, tudo projetado para funcionar como trilha sonora para qualquer tarefa que você queira". A Pitchfork também deu ao álbum uma crítica mista, afirmando que "Reynolds tem uma história para contar, mas a música falha em ser o sistema de entrega ideal". A The Guardian deu uma crítica negativa ao álbum, afirmando que "a banda de rock mais transmitida do mundo atualmente pode querer que acreditemos que são filósofos raivosos, mas a realidade não muda uma fórmula convencional de borda dourada". A The Irish Times também criticou fortemente o álbum, chamando-o de uma "bagunça confusa e incoerente com todas as melhores intenções". A NME também fez uma crítica negativa, afirmando: "por sua dispersão e falta de inspiração, Origins, o quarto álbum do desconcertante Imagine Dragons, faz uma audição cansativa".

## Faixas
| Edição padrão  |                   |         |  |
| N.º            | Título            | Duração |  |
| 1.             | "Natural"         | 3:09    |  |
| 2.             | "Boomerang"       | 3:07    |  |
| 3.             | "Machine"         | 3:01    |  |
| 4.             | "Cool Out"        | 3:37    |  |
| 5.             | "Bad Liar"        | 4:20    |  |
| 6.             | "West Coast"      | 3:37    |  |
| 7.             | "Zero"            | 3:30    |  |
| 8.             | "Bullet in a Gun" | 3:24    |  |
| 9.             | "Digital"         | 3:21    |  |
| 10.            | "Only"            | 3:00    |  |
| 11.            | "Stuck"           | 3:10    |  |
| 12.            | "Love"            | 2:46    |  |
| Duração total: | Duração total:    | 40:02   |  |

| Edição digital deluxe |                |         |  |
| N.º                   | Título         | Duração |  |
| 13.                   | "Birds"        | 3:39    |  |
| 14.                   | "Burn Out"     | 4:33    |  |
| 15.                   | "Real Life"    | 4:07    |  |
| Duração total:        | Duração total: | 52:21   |  |

| Edição deluxe international |                               |         |  |
| N.º                         | Título                        | Duração |  |
| 16.                         | "Born to Be Yours" (com Kygo) | 3:13    |  |
| Duração total:              | Duração total:                | 55:34   |  |